# Laurenspenning
De Laurenspenning is een Rotterdamse cultuurprijs, die sinds 1959 jaarlijks uitgereikt wordt aan een persoon of organisatie die zich bijzonder verdienstelijk heeft gemaakt voor de Nederlandse stad Rotterdam. De organisatie van deze cultuurprijs wordt verzorgd door de Stichting Laurenspenning. Er zijn enige jaren geweest, waarin de prijs niet is uitgereikt, en enige jaren, waarin de prijs aan meerdere personen en/of organisaties is uitgereikt.

## Winnaars
- 1959: Prinses Beatrix
- 1959: C.H.P. Dekkinga
- 1960: H. de Tienda[2]
- 1962: Ger van Iersel
- 1962: Barend van Veen
- 1962: André Verwoerd
- 1964: H.J. Sjollema
- 1968: J.W.Ch. Besemer
- 1968: Pakhuismeesteren
- 1969: J.C. Ebbinge Wubben
- 1971: Franz Lichtenauer
- 1973: Louis van Stolk
- 1974: M.J.C. Visser
- 1975: A.C.A. Drost
- 1975: Dirk Tol
- 1977: E.C. Pieters-Bakhuizen van den Brink
- 1978: Willem Gerard Overbosch
- 1979: Ria Janse
- 1980: Dick van Hoey Smith[3]
- 1980: Rob Maas
- 1981: Marijke en Jean Louis Boele van Hensbroek
- 1983: Tom Naastepad
- 1984: Marie Louis Willem Schoch
- 1985: Jan Hoogstad
- 1987: Reyn van der Lugt
- 1989: Willem Nagelkerke
- 1990: Martin Mooij
- 1991: Hans Rothmeijer
- 1992: Beerend Lenstra
- 1993: Jan Oudenaarden
- 1994: Marietje d'Hane-Scheltema
- 1995: Zomercarnaval Rotterdam
- 1997: Jet Manrho
- 1998: Peter van den Hurk
- 1999: Wim Timmers
- 2000: Ted Langenbach[4][5]
- 2001: Maria Heiden[6]
- 2002: Wim van Es
- 2003: Giel van Strien
- 2004: Herman Romer
- 2005: Peter Ouwerkerk
- 2006: Henk Mali
- 2007: Anneke de Goede
- 2008: Henk Oosterling[7]
- 2009: Sander de Kramer[8]
- 2010: Rachèl van Olm en Harry-Jan Bus[9][10]
- 2012: Aruna Vermeulen
- 2013: Vrijwilligers Pauluskerk
- 2014: Jeroen Everaert
- 2016: Ahmed Aboutaleb[11]
- 2017: Linda Malherbe
- 2018: Philip Powel (muziekpodium BIRD)[12]
- 2019: Wim Kerkhof[13]
- 2021: Kees Moeliker[14]
- 2022: Bruce Tsai-Meu-Chong en Linda van der Vleuten (kunstcollectief Opperclaes)[15]